# Leptometra celtica
Leptometra celtica (McAndrew & Barrett, 1857) è un crinoide comatulide della famiglia degli Antedonidi, diffuso nei mari dell'Europa nord-occidentale.

## Descrizione
Leptometra celtica possiede dieci braccia pennate, generalmente lunghe 7-15 cm, con ramificazioni laterali. Le braccia possono avere un colore rosso e bianco oppure marrone, bianco, giallo o rosso. In zone con una corrente moderata è stato osservato che alcuni esemplari allargano le braccia formando un ventaglio verticale, per poter catturare particelle di cibo.
I 40-50 cirri sono lunghi circa 34-40 mm, e possono assumere una colorazione che varia dal verde al bianco. Sono disposti in file irregolari in modo dimorfico attorno al corpo dell'organismo, consentendo la locomozione e l'attaccamento al suolo del mare o alle rocce.
Inoltre sono presenti pinnule che sporgono dal gambo, per consentire l'alimentazione. Esse sono disposte irregolarmente, e le 4 più in basso sono lunghe da 12 a 17 mm.

## Biologia

### Comportamento
Leptometra celtica si muove strisciando, sfruttando i numerosi cirri agganciati al corpo centrale, che consentono all'animale di potersi agganciare alla sabbia del mare e alle rocce.

### Alimentazione
L'animale si nutre in sospensione, allargando le braccia per catturare piccoli organismi, come il plancton, dalle correnti marine.

## Distribuzione e habitat
Leptometra celtica vive prevalentemente nell'Oceano Atlantico, in Europa nord-occidentale, specialmente sulle coste della Gran Bretagna. Ma ne sono stati avvistati esemplari anche a sud dell'Italia, sulle coste di Marocco, Tunisia e nei pressi dello Stretto di Gibilterra.
L'animale vive a profondità comprese tra i 40 e i 1000 metri di profondità, ma in alcuni casi, come in Scozia, è stato avvistato anche a 20 metri di profondità.